# Artemisias
Se llaman artemisias a las fiestas celebradas en la Antigua Grecia en honor de Artemisa (Diana para los romanos). 
Se celebraban en varios pueblos de Grecia, sobre todo, en Delfos a cuya diosa estaba consagrado el mes Macedonio Artemisius y su templo se denominaba Artemision. A la diosa se le ofrecía un muzgaño porque este pez daba caza tanto a marineros como a navegantes. Las artemisias que se celebraban en Siracusa duraban tres días de juegos y festines. 